# Zelenčić
Zelenčić (zimoljub, cimafila, lat. Chimaphila), maleni biljni rod vazdazelenih trajnica od pet vrsta iz porodice vrjesovki. Rod je rasprostran jen po Europi, Aziji (Kina, Japan, Tajvan) i Sjevernoj Americi (Britanska Kolumbija, zapa SAD-a i Baja California Norte).

## Vrste
1. Chimaphila japonica Miq.
2. Chimaphila maculata (L.) Pursh
3. Chimaphila menziesii (R. Br. ex D. Don) Spreng.
4. Chimaphila monticola H. Andres
5. Chimaphila umbellata (L.) W. Barton